# Hypophthalmichthys

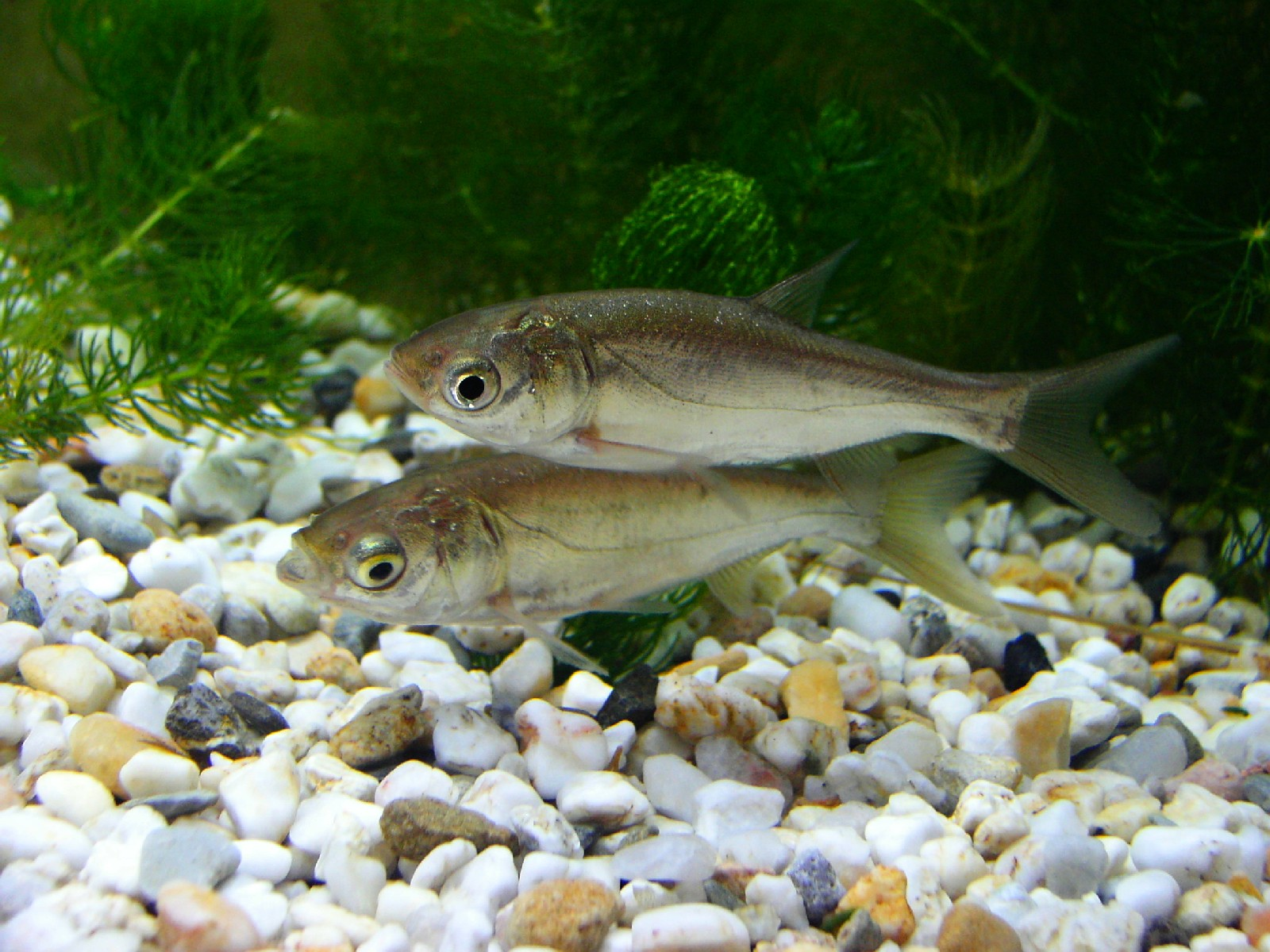
Alevines de Hypophthalmichthys molitrix

El género Hypophthalmichthys son peces ciprínidos de agua dulce incluidos en el orden Cypriniformes, distribuidos originalmente por el este de Asia, si bien han sido introducidos por el hombre en estanques de todo el mundo para su cría con fines comerciales.
El nombre del grupo proviene del griego: hypó (por debajo) + ophthalmós (ojo) + ichthys (pez), llamado así -«pez con los ojos por debajo»- por su característica posición de los ojos por debajo de la punta de la boca.

## Importancia para los humanos
Son especies de alto valor comercial, algunas de ellas explotadas en acuicultura.
En algunos de los países donde han sido introducidas para su explotación comercial se han descrito problemas por causar un impacto ambiental adverso.

## Especies
Existen solo tres especies agrupadas en este género:
- Hypophthalmichthys harmandi (Sauvage, 1884)
- Hypophthalmichthys molitrix (Valenciennes en Cuvier y Valenciennes, 1844) - Carpa plateada.
- Hypophthalmichthys nobilis (Richardson, 1845) - Carpa cabezona.